# Canceller d'Àustria
El Canceller de la República d'Àustria (Bundeskanzler der Republik Österreich) és el Cap de Govern d'Àustria, nomenat pel President de la República i vist com el cap executiu de facto del país. El Canceller presideix i llidera el Govern Federal, el qual també inclueix el Vicecanceller i els Ministres.
Després de la primera guerra mundial, l'Assemblea Nacional Provisional establí el càrrec el 30 d'octubre de 1918 amb el nom de Canceller d'Estat de la República de l'Àustria alemanya i el seu primer titolar, Karl Renner (PSDTA), fou nomenat pel Consell d'Estat. Més tard, quan les potències aliades prohibiren la unió entre l'Àustria alemanya i la República de Weimar, el país esdevingue la federal Primera República Austríaca i el càrrec fou renomenat de Canceller d'Estat a Canceller Federal. El primer Canceller Federal fou Michael Mayr (PSC). Onze Cancellers Federals serviren sota la Primera República fins que el Canceller Engelbert Dollfuß (PSC) proclamà l'Estat Federal d'Àustria. Després de l'assassinat de Dollfuß per nazis descontrolats, Kurt Schuschnigg el succeí com a Canceller. Uns anys després, Schuschnigg seria succeït per Arthur Seyss-Inquart, un nacionalsocialista que ostentà el càrrec per dos dies abans de l'Anschluss.
Sota el règim nacionalsocialista, Àustria va perdre el seu sistema pròpi de govern republicà i fou administrada pel Reichsstatthalter Seyss-Inquart entre els anys 1938 i 1939, el Reichskommissar Josef Bürckel entre 1939 i 1940 i el Reichsstatthalter Baldur von Schirach entre el 1940 i 1945. Per a l'any 1940, el país va predre completament la seua independència i fins i tot el seu nom, passant a ser l'Ostmark, una divisió interna l'Alemanya nazi. Després de la liberació de Viena i de la capitulació d'Alemanya l'any 1945, Àustria va reprendre el seu el sistema republicà de govern de 1918. No obstant això, Àustria continuà sota l'ocupació dels "aliats" fins a l'any 1955, romanent la sobirania del país en mans de la Comissió Aliada de Control.
Des de la creació de la república, el Partit Popular d'Àustria (PPA) i el Partit Socialdemòcrata d'Àustria (PSA) han dominat la política austríaca; el PPA (i el seu predecessor, el Partit Socialcristià) han liderat 19 governs i ha particitat com a soci minoritari en 8 més, mentre que el PSA (antic PSDTA) ha encapçalat 11 gabinets i ha exercit com a monoria en 5. A més, hi han hagut 7 partits que mai han arribat a la cancelleria però han participat en diversos governs de coalició: el Partit Popular de la Gran Alemanya (PPGA) en cinc, el Partit de la Llibertat d'Àustria (PLA) i la Lliga Rural (LR) en quatre, el Front Patriòtic (FP) en dos, i Els Verds (EV), l'Aliança per al Futur d'Àustria (AFA) i el Partit Comunista d'Àustria (PCA) en un. Fins a la data (2023), Bruno Kreisky (PSA) ha estat el Canceller que més temps ha exercit el càrrec, amb més de 13 anys, mentre que Arthur Seyss-Inquart (NSDAP) ha estat el més breu al càrrec, amb només dos dies.

## Llista de cancellers d'Àustria
| No.                                       | Retrat        | Nom                              | Termini                | Termini                | Partit           |
| ----------------------------------------- | ------------- | -------------------------------- | ---------------------- | ---------------------- | ---------------- |
| Primera República Austríaca (1918-1938)   |               |                                  |                        |                        |                  |
| 1                                         |               | Karl Renner (1870-1950)          | 30 d'octubre de 1918   | 7 de juliol de 1920    | PSDTA (PSC-PPGA) |
| 1                                         | Moràvia       | 1 any, 251 dies                  | 1 any, 251 dies        |                        | PSDTA (PSC-PPGA) |
| 2                                         |               | Michael Mayr (1864-1922)         | 7 de juliol de 1920    | 21 de juny de 1921     | PSC (PSDTA)      |
| 2                                         | Alta Àustria  | 0 anys, 349 dies                 | 0 anys, 349 dies       |                        | PSC (PSDTA)      |
| 3                                         |               | Johann Schober (1874-1932)       | 21 de juny de 1921     | 26 de gener de 1922    | Ind (PSC-PPGA)   |
| 3                                         | Baixa Àustria | 0 anys, 219 dies                 | 0 anys, 219 dies       |                        | Ind (PSC-PPGA)   |
| 4                                         |               | Walter Breisky (1871-1944)       | 26 de gener de 1922    | 27 de gener de 1922    | PSC (PPGA)       |
| 4                                         | Suïssa        | 0 anys, 1 dia                    | 0 anys, 1 dia          |                        | PSC (PPGA)       |
| 5                                         |               | Johann Schober (1874-1932)       | 27 de gener de 1922    | 31 de maig de 1922     | Ind (PSC-PPGA)   |
| 5                                         | Baixa Àustria | 0 anys, 124 dies                 | 0 anys, 124 dies       |                        | Ind (PSC-PPGA)   |
| 6                                         |               | Ignaz Seipel (1876-1932)         | 31 de maig de 1922     | 20 de novembre de 1924 | PSC (PPGA)       |
| 6                                         | Viena         | 2 anys, 173 dies                 | 2 anys, 173 dies       |                        | PSC (PPGA)       |
| 7                                         |               | Rudolf Ramek (1881-1941)         | 20 de novembre de 1924 | 20 d'octubre de 1926   | PSC (PPGA)       |
| 7                                         | Silèsia       | 1 any, 334 dies                  | 1 any, 334 dies        |                        | PSC (PPGA)       |
| 8                                         |               | Ignaz Seipel (1876-1932)         | 20 d'octubre de 1926   | 4 de maig de 1929      | PSC (PPGA-LR)    |
| 8                                         | Viena         | 2 anys, 196 dies                 | 2 anys, 196 dies       |                        | PSC (PPGA-LR)    |
| 9                                         |               | Ernst Streeruwitz (1874-1952)    | 4 de maig de 1929      | 26 de setembre de 1929 | PSC (LR)         |
| 9                                         | Bohèmia       | 0 anys, 175 dies                 | 0 anys, 175 dies       |                        | PSC (LR)         |
| 10                                        |               | Johann Schober (1874-1932)       | 26 de setembre de 1929 | 30 de setembre de 1930 | Ind (PSC)        |
| 10                                        | Baixa Àustria | 1 any, 4 dies                    | 1 any, 4 dies          |                        | Ind (PSC)        |
| 11                                        |               | Carl Vaugoin (1873-1949)         | 30 de setembre de 1930 | 4 de desembre de 1930  | PSC              |
| 11                                        | Viena         | 0 anys, 65 dies                  | 0 anys, 65 dies        |                        | PSC              |
| 12                                        |               | Otto Ender (1875-1960)           | 4 de desembre de 1930  | 20 de juny de 1931     | PSC              |
| 12                                        | Vorarlberg    | 0 anys, 198 dies                 | 0 anys, 198 dies       |                        | PSC              |
| 13                                        |               | Karl Buresch (1878-1936)         | 20 de juny de 1931     | 20 de maig de 1932     | PSC (LR)         |
| 13                                        | Baixa Àustria | 0 anys, 335 dies                 | 0 anys, 335 dies       |                        | PSC (LR)         |
| 14                                        |               | Engelbert Dollfuß (1892-1934)    | 20 de maig de 1932     | 25 de juliol de 1934   | PSC (LR) FP      |
| 14                                        | Baixa Àustria | 2 anys, 66 dies                  | 2 anys, 66 dies        |                        | PSC (LR) FP      |
| 15                                        |               | Kurt Schuschnigg (1897-1977)     | 25 de juliol de 1934   | 11 de març de 1938     | FP               |
| 15                                        | Tirol         | 3 anys, 229 dies                 | 3 anys, 229 dies       |                        | FP               |
| 16                                        |               | Arthur Seyss-Inquart (1848-1913) | 11 de març de 1938     | 13 de març de 1938     | PNSAT            |
| 16                                        | Moràvia       | 0 anys, 2 dies                   | 0 anys, 2 dies         |                        | PNSAT            |
| Segona República Austríaca (1945-present) |               |                                  |                        |                        |                  |
| 17                                        |               | Karl Renner (1870-1950)          | 27 d'abril de 1945     | 20 de desembre de 1945 | PSA (PPA-PCA)    |
| 17                                        | Moràvia       | 0 anys, 237 dies                 | 0 anys, 237 dies       |                        | PSA (PPA-PCA)    |
| 18                                        |               | Leopold Figl (1902-1965)         | 20 de desembre de 1945 | 2 d'abril de 1953      | PPA (PSA)        |
| 18                                        | Baixa Àustria | 7 anys, 103 dies                 | 7 anys, 103 dies       |                        | PPA (PSA)        |
| 19                                        |               | Julius Raab (1891-1964)          | 2 d'abril de 1953      | 11 d'abril de 1961     | PPA (PSA)        |
| 19                                        | Baixa Àustria | 8 anys, 9 dies                   | 8 anys, 9 dies         |                        | PPA (PSA)        |
| 20                                        |               | Alfons Gorbach (1898-1972)       | 11 d'abril de 1961     | 2 d'abril de 1964      | PPA (PSA)        |
| 20                                        | Tirol         | 2 anys, 357 dies                 | 2 anys, 357 dies       |                        | PPA (PSA)        |
| 21                                        |               | Josef Klaus (1910-2001)          | 2 d'abril de 1964      | 21 d'abril de 1970     | PPA              |
| 21                                        | Caríntia      | 6 anys, 19 dies                  | 6 anys, 19 dies        |                        | PPA              |
| 22                                        |               | Bruno Kreisky (1911-1990)        | 21 d'abril de 1970     | 24 de maig de 1983     | PSA              |
| 22                                        | Viena         | 13 anys, 33 dies                 | 13 anys, 33 dies       |                        | PSA              |
| 23                                        |               | Fred Sinowatz (1929-2008)        | 24 de maig de 1983     | 16 de juny de 1986     | PSA (PLA)        |
| 23                                        | Burgenland    | 3 anys, 23 dies                  | 3 anys, 23 dies        |                        | PSA (PLA)        |
| 24                                        |               | Franz Vranitzky (1937-)          | 16 de juny de 1986     | 28 de gener de 1997    | PSA (PLA/PPA)    |
| 24                                        | Viena         | 10 anys, 226 dies                | 10 anys, 226 dies      |                        | PSA (PLA/PPA)    |
| 25                                        |               | Viktor Klima (1947-)             | 28 de gener de 1997    | 4 de febrer de 2000    | PSA (PPA)        |
| 25                                        | Baixa Àustria | 3 anys, 7 dies                   | 3 anys, 7 dies         |                        | PSA (PPA)        |
| 26                                        |               | Wolfgang Schüssel (1945-)        | 4 de febrer de 2000    | 11 de gener de 2007    | PPA (PLA/AFA)    |
| 26                                        | Viena         | 6 anys, 341 dies                 | 6 anys, 341 dies       |                        | PPA (PLA/AFA)    |
| 27                                        |               | Alfred Gusenbauer (1960-)        | 11 de gener de 2007    | 2 de desembre de 2008  | PSA (PPA)        |
| 27                                        | Baixa Àustria | 1 any, 326 dies                  | 1 any, 326 dies        |                        | PSA (PPA)        |
| 28                                        |               | Werner Faymann (1960-)           | 2 de desembre de 2008  | 9 de maig de 2016      | PSA (PPA)        |
| 28                                        | Viena         | 7 anys, 159 dies                 | 7 anys, 159 dies       |                        | PSA (PPA)        |
| 29                                        |               | Christian Kern (1966-)           | 17 de maig de 2016     | 18 de desembre de 2017 | PSA (PPA)        |
| 29                                        | Viena         | 1 any, 215 dies                  | 1 any, 215 dies        |                        | PSA (PPA)        |
| 30                                        |               | Sebastian Kurz (1986-)           | 18 de desembre de 2017 | 28 de maig de 2019     | PPA (PLA)        |
| 30                                        | Viena         | 1 any, 161 dies                  | 1 any, 161 dies        |                        | PPA (PLA)        |
| 31                                        |               | Brigitte Bierlein (1949-)        | 3 de juny de 2019      | 7 de gener de 2020     | Ind              |
| 31                                        | Viena         | 0 anys, 218 dies                 | 0 anys, 218 dies       |                        | Ind              |
| 32                                        |               | Sebastian Kurz (1986-)           | 7 de gener de 2020     | 11 d'octubre de 2021   | PPA (EV)         |
| 32                                        | Viena         | 1 any, 277 dies                  | 1 any, 277 dies        |                        | PPA (EV)         |
| 33                                        |               | Alexander Schallenberg (1969-)   | 11 d'octubre de 2021   | 6 de desembre de 2021  | PPA (EV)         |
| 33                                        | Suïssa        | 0 anys, 56 dies                  | 0 anys, 56 dies        |                        | PPA (EV)         |
| 34                                        |               | Karl Nehammer (1972-)            | 6 de desembre de 2021  | En actiu               | PPA (EV)         |
| 34                                        | Viena         | 3 anys, 98 dies                  | 3 anys, 98 dies        |                        | PPA (EV)         |